# معركة ليروس
معركة ليروس (بالإنجليزية: Battle of leros )‏ هي هجوم جوي وعملية انزال على جزيرة ليروس ببحر ايجة من قبل ألمانيا النازية ضد قوات الحلفاء المتمركزه بها وكانت الحدث الرئيسي لحملة دوديكانيسيا في الحرب العالمية الثانية وايضا يستخدم اسم المعركة كاسم بديل للحملة باكملها على نطاق واسع، كانت قد عززت القوات البريطانية الحامية الايطالية في ليروس (ايطاليا كانت في وقت سابق وقعت اتفاقية الهدنة مع الحلفاء وانضمت للقتال ضد ألمانيا النازية) وبدات المعركة بالهجمات الجوية الألمانية في 26 سبتمبر 1943 واستمرت عمليات الانزال حتى 12 نوفمبر 1943 وانتهت المعركة باستلام قوات الحلفاء بعد 4 أيام.

## وصلات خارجية
- وثائقى عن المعركة على اليوتيوب https://youtu.be/BRu-fH0xV-0